# ستورتيفانت (ويسكونسن)
ستورتيفانت (بالإنجليزية: Sturtevant, Wisconsin)‏ هي بلدة تقع في الولايات المتحدة في مقاطعة راسين. يقدر عدد سكانها بـ 6,970 نسمة ومساحتها 10.85 كم2 وترتفع عن سطح البحر 214 متر.

## التركيبة السكانية
قام مكتب تعداد الولايات المتحدة بتحديد بيانات التركيبة السكانية لستورتيفانت في تعداد الولايات المتحدة. في ما يلي، التركيبة السكانية حسب تعدادي 2000 و2010.

### تعداد عام 2000
بلغ عدد سكان ستورتيفانت 5,287 نسمة بحسب تعداد عام 2000، وبلغ عدد الأسر 1,477 أسرة وعدد العائلات 1,057 عائلة مقيمة في القرية. في حين سجلت الكثافة السكانية 1,717.7 نسمة لكل ميل مربع (663.2/كم2). وبلغ عدد الوحدات السكنية 1,521 وحدة بمتوسط كثافة قدره 494.2 نسمة لكل ميل مربع (190.8/كم2).
وتوزع التركيب العرقي للقرية بنسبة 80.25% من البيض و 1.15% من الأمريكيين الأصليين و 0.40% من الأمريكيين ذوي الأصول الآسيوية و 0.21% من سكان جزر المحيط الهادئ و 15.79% من الأمريكيين الأفارقة و 1.36% من عرقين مختلطين أو أكثر.
بلغ عدد الأسر 1,477 أسرة كانت نسبة 36.6% منها لديها أطفال تحت سن الثامنة عشر تعيش معهم، وبلغت نسبة الأزواج القاطنين مع بعضهم البعض 54.0% من أصل المجموع الكلي للأسر، ونسبة 12.3% من الأسر كان لديها معيلات من الإناث دون وجود شريك، وكانت نسبة 28.4% من غير العائلات. تألفت نسبة 22.3% من أصل جميع الأسر من أفراد ونسبة 6.9% كانوا يعيش معهم شخص وحيد يبلغ من العمر 65 عاماً فما فوق. وبلغ متوسط حجم الأسرة المعيشية 3.06، أما متوسط حجم العائلات فبلغ 2.62.
بلغ العمر الوسطي للسكان 34 عاماً. وكانت نسبة 20.0% من القاطنين تحت سن الثامنة عشر، وكانت نسبة 12.9% بين الثامنة عشر والأربعة وعشرون عاماً، ونسبة 40.7% كانت واقعةً في الفئة العمرية ما بين الخامسة والعشرون حتى والأربعة وأربعون عاماً، ونسبة 19.8% كانت ما بين الخامسة والأربعون حتى الرابعة والستون، ونسبة 6.7% كانت ضمن فئة الخامسة والستون عاماً فما فوق. يوجد لكل 100 أنثى 180.0 ذكر، ويوجد لكل 100 أنثى في الثامنة عشر من عمرها فما فوق 205.6 ذكر.
بلغ متوسط دخل الأسرة في القرية 51,492 دولار، أما متوسط دخل العائلة فبلغ 56,563 دولار. وكان متوسط دخل الذكور 37,273 دولار مقابل 27,009 دولار للإناث. وسجل دخل الفرد الخاص بالقرية 16,093 دولار. وكانت نسبة 3.8% من العائلات ونسبة 6.4% من السكان تحت خط الفقر، وكان من هؤلاء نسبة 8.3% تحت سن الثامنة عشر ونسبة 11.4% في الخامسة والستين من العمر وما فوق.

### تعداد عام 2010
بلغ عدد سكان ستورتيفانت 6,970 نسمة بحسب تعداد عام 2010، وبلغ عدد الأسر 2,103 أسرة وعدد العائلات 1,373 عائلة مقيمة في القرية. في حين سجلت الكثافة السكانية 1,663.5 نسمة لكل ميل مربع (642.3/كم2). وبلغ عدد الوحدات السكنية 2,240 وحدة بمتوسط كثافة قدره 534.6 لكل ميل مربع (206.4/كم2).
وتوزع التركيب العرقي للقرية بنسبة 78.8% من البيض و 0.7% من الأمريكيين الأصليين و 1.0% من الأمريكيين ذوي الأصول الآسيوية و 15.9% من الأمريكيين الأفارقة و 2.2% من عرقين مختلطين أو أكثر.
بلغ عدد الأسر 2,103 أسرة كانت نسبة 32.2% منها لديها أطفال تحت سن الثامنة عشر تعيش معهم، وبلغت نسبة الأزواج القاطنين مع بعضهم البعض 47.1% من أصل المجموع الكلي للأسر، ونسبة 12.2% من الأسر كان لديها معيلات من الإناث دون وجود شريك، بينما كانت نسبة 6.0% من الأسر لديها معيلون من الذكور دون وجود شريكة وكانت نسبة 34.7% من غير العائلات. وبلغ متوسط حجم الأسرة المعيشية 2.99، أما متوسط حجم العائلات فبلغ 2.44.
بلغ العمر الوسطي للسكان 35.8 عاماً. وكانت نسبة 18.1% من القاطنين تحت سن الثامنة عشر، وكانت نسبة 9.7% بين الثامنة عشر والأربعة وعشرون عاماً، ونسبة 37.8% كانت واقعةً في الفئة العمرية ما بين الخامسة والعشرون حتى والأربعة وأربعون عاماً، ونسبة 25.6% كانت ما بين الخامسة والأربعون حتى الرابعة والستون، ونسبة 8.8% كانت ضمن فئة الخامسة والستون عاماً فما فوق. وتوزع التركيب الجنسي للسكان بنسبة 61.7% ذكور و38.3% إناث.